# Kurt-Hermann Stapf
Kurt-Hermann Stapf  (* 17. September 1939 in Landsberg/Warthe) ist ein deutscher Psychologe und Hochschullehrer.

## Leben
Kurt-Hermann Stapf begann nach seiner Reifeprüfung 1959 an der Leibniz-Oberschule in Schkeuditz bei Leipzig das Studium der Psychologie an der Universität Leipzig zum Wintersemester 1959/60. Zum Wintersemester 1961/62 wechselte er an die Universität Mainz. Seit September 1964 war er am Institut für Psychologie der Technischen Hochschule Braunschweig als wissenschaftliche Hilfskraft tätig und legte dort im Sommersemester 1965 die Diplomprüfung ab. Bis 1967 war er Mitarbeiter des DFG-Forschungsprojekts und anschließend Verwalter einer wissenschaftlichen Assistentenstelle an diesem Institut; hier promovierte er 1968 bei Theo Herrmann. Im Jahre 1970 wurde Stapf Professor für Psychologie an der Universität Marburg, seit 1975 wirkte er als Hochschullehrer an der Eberhard-Karls-Universität Tübingen.
Stapf ist seit 1966 mit der Psychologin Aiga Stapf (* 1944) verheiratet, die seit vielen Jahren wissenschaftliche Mitarbeiterin am Psychologischen Institut der Universität Tübingen im Bereich der Begabungsforschung ist.

## Schriften (Auswahl)
- Untersuchungen zur subjektiven Landkarte. Dissertation Technische Hochschule Braunschweig 1968.
- mit Claus Heidemann: Die Hausfrau in ihrer städtischen Umwelt. Eine empirische Studie zur urbanen Ökologie am Beispiel Braunschweigs (= Veröffentlichungen des Instituts für Stadtbauwesen, Bd. 4). Technische Universität Braunschweig 1969.
- (Mitautor): Psychologie des elterlichen Erziehungsstils. Komponenten der Bekräftigung in der Erziehung (= Abhandlungen zur pädagogischen Psychologie, N.F., Bd. 3). Klett, Stuttgart 1972, ISBN 3-12-943510-7 (2. Aufl. 1976).
- (Hrsg., mit Hans Albert): Theorie und Erfahrung. Beiträge zur Grundlagenproblematik der Sozialwissenschaften. Klett-Cotta, Stuttgart 1979, ISBN 3-12-927970-9.
- Einstellungsmessung und Verhaltensprognose. Kritische Erörterung einer aktuellen sozialwissenschaftlichen Thematik (= Beiträge aus dem Psychologischen Institut der Universität Tübingen, Bd. 1). Tübingen 1980.
- (Mithrsg.): Methoden und Analysen (= Bedürfnisse, Werte und Normen im Wandel, Bd. 2). Fink, München 1982, ISBN 3-506-70711-6.
- (mit Wolfgang Stroebe und Klaus Jonas): Das Deutschlandbild amerikanischer Studenten (= Berichte aus dem Psychologischen Institut der Universität Tübingen, Bd. 15). Tübingen 1984.
- (Mitautor): Amerikaner über Deutschland und die Deutschen. Urteile und Vorurteile. Westdeutscher Verlag, Opladen 1986, ISBN 3-531-11773-4.
- (Hrsg., mit Kurt Pawlik): Umwelt und Verhalten. Perspektiven und Ergebnisse ökopsychologischer Forschung. Huber, Bern 1992, ISBN 3-456-82293-6.
- (Hrsg., mit Dietrich Albert): Gedächtnis (= Enzyklopädie der Psychologie, Themenbereich C, Serie 2, Bd. 4). Hogrefe, Göttingen 1996, ISBN 3-8017-0526-9.
- (mit Ralf D. Brinkmann): Innere Kündigung. Wenn der Job zur Fassade wird. Beck, München 2005, ISBN 978-3-456-84684-2.
- (Mitautor): Dorsch Psychologisches Wörterbuch. 15. Aufl. Huber, Bern 2009, ISBN 3-456-83007-6.